# Saha (cráter)

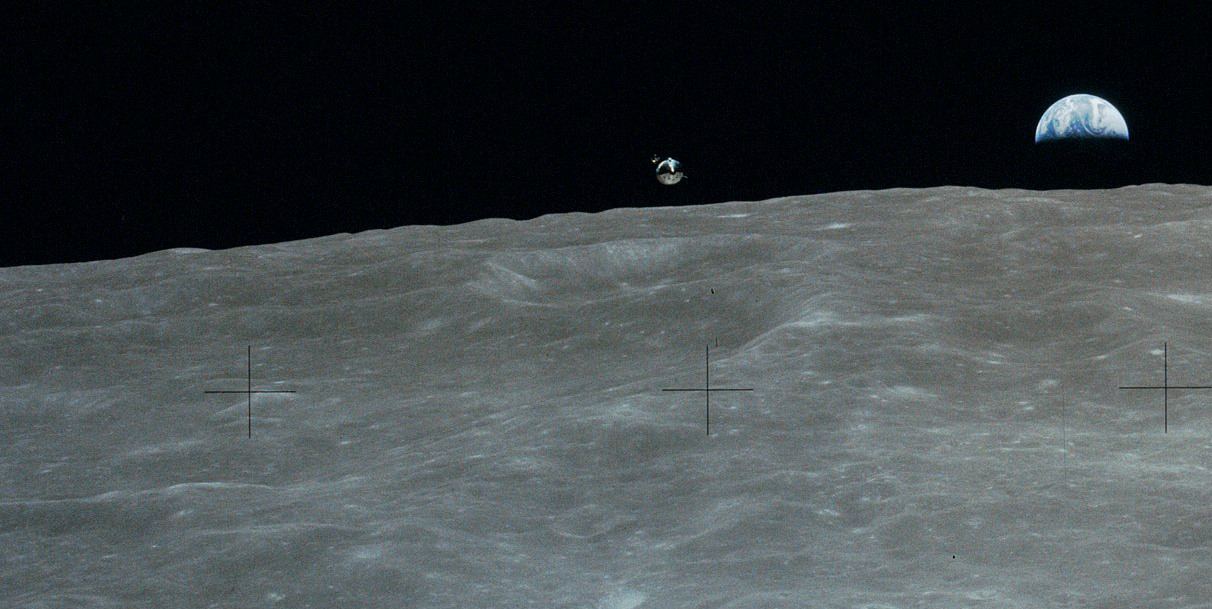
Fotografía de la misión Apolo 16

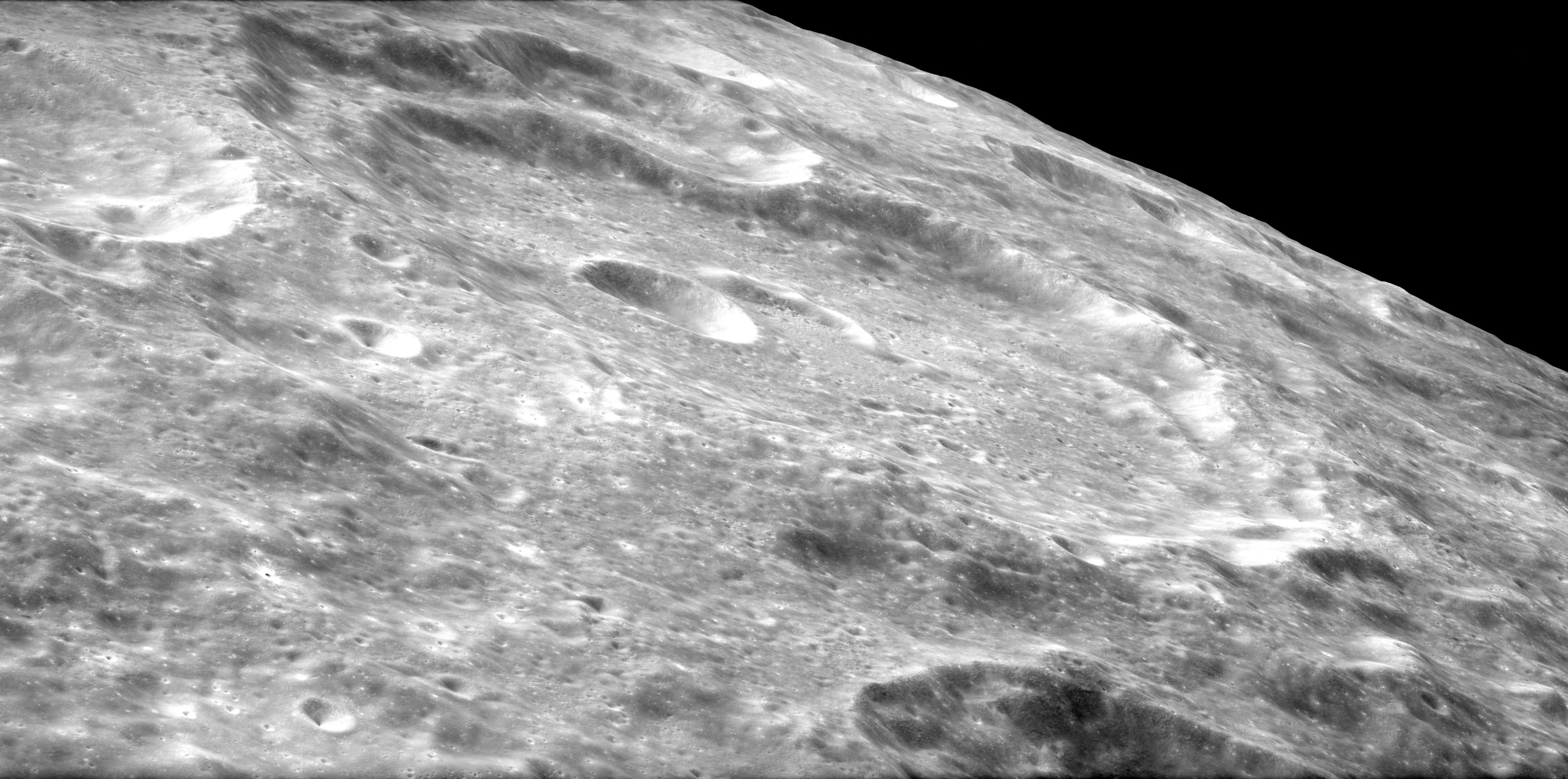
Vista oblicua de Saha desde el Apolo 17

Saha es un cráter de impacto situado en la cara oculta de la Luna, detrás del limbo este. Se encuentra a menos de un diámetro al este del cráter Wyld de tamaño similar, y al norte-noroeste de la gran llanura amurallada de Pasteur.
|  |  |
|  |  |

Este cráter ha sido desgastado y dañado por impactos posteriores, incluido el cráter satélite Saha W que el sector noroeste del borde cel cráter principal. Los lados interiores muestran algunas pequeñas estructuras aterrazadas, pero por efecto del desgaste han perdido definición. Saha M, un pequeño cráter con forma de cuenco, se sitúa sobre la parte suroeste del suelo interior. Al norte de este elemento aparece una cresta con forma de arco. El suelo interior está marcado por varios pequeños cráteres.

## Cráteres satélite

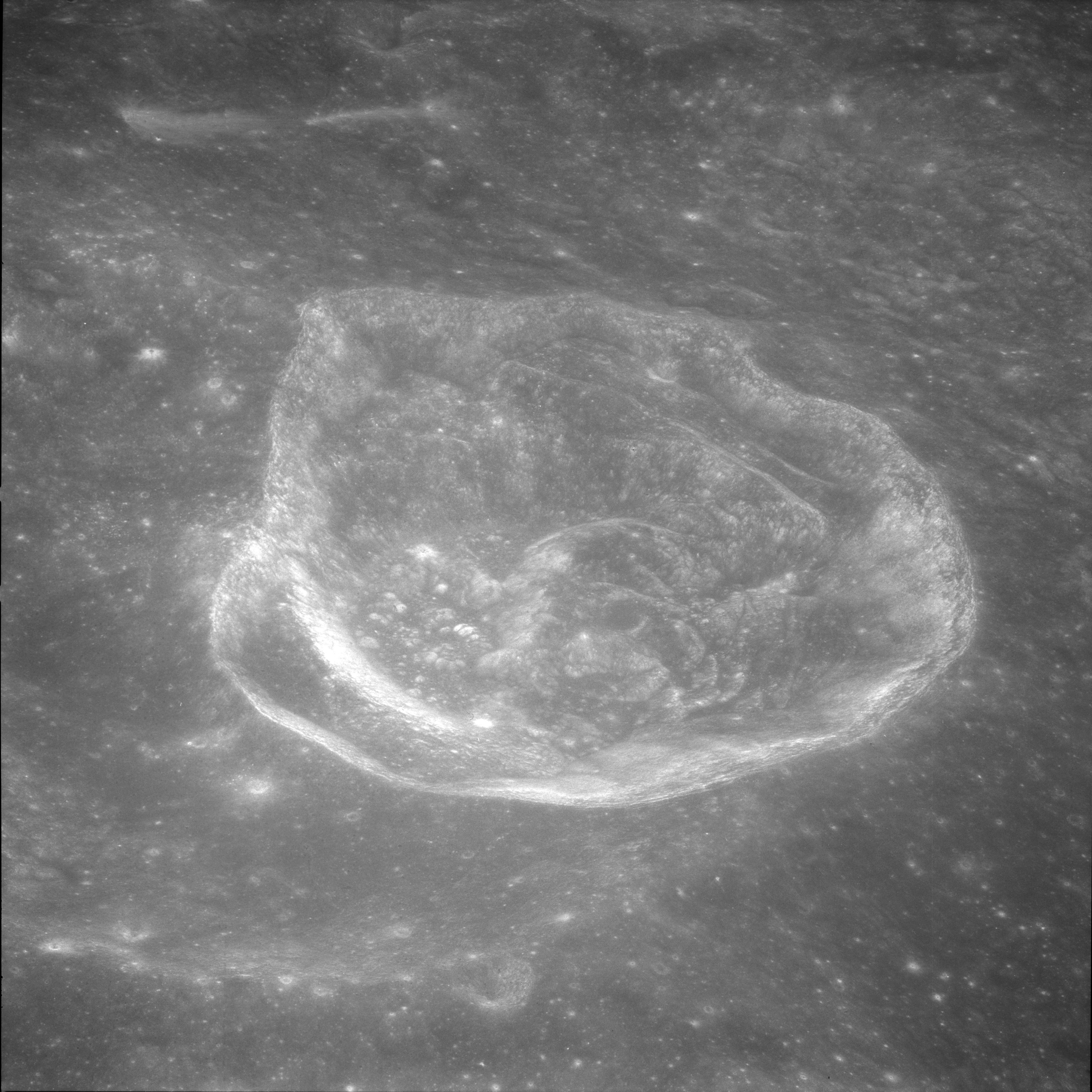
Cráter satélite Saha E desde el Apolo 11

Por convención estos elementos se identifican en los mapas lunares colocando la letra en el lado del punto central del cráter más cercano a Saha.
|      | \| Saha \| Coordenadas \| Diámetro \| \| ---- \| ----------------------------- \| -------- \| \| B \| 1°30′N 104°30′E / 1.5, 104.5 \| 34 km \| \| C \| 1°24′N 107°48′E / 1.4, 107.8 \| 64 km \| \| D \| 0°06′N 107°30′E / 0.1, 107.5 \| 35 km \| \| E \| 0°12′S 107°36′E / -0.2, 107.6 \| 28 km \| \| J \| 4°00′S 105°18′E / -4.0, 105.3 \| 52 km \| \| M \| 2°12′S 102°36′E / -2.2, 102.6 \| 18 km \| \| N \| 4°06′S 101°30′E / -4.1, 101.5 \| 49 km \| \| W \| 0°36′S 101°24′E / -0.6, 101.4 \| 34 km \| |          |
| Saha | Coordenadas | Diámetro |
| B    | 1°30′N 104°30′E / 1.5, 104.5 | 34 km    |
| C    | 1°24′N 107°48′E / 1.4, 107.8 | 64 km    |
| D    | 0°06′N 107°30′E / 0.1, 107.5 | 35 km    |
| E    | 0°12′S 107°36′E / -0.2, 107.6 | 28 km    |
| J    | 4°00′S 105°18′E / -4.0, 105.3 | 52 km    |
| M    | 2°12′S 102°36′E / -2.2, 102.6 | 18 km    |
| N    | 4°06′S 101°30′E / -4.1, 101.5 | 49 km    |
| W    | 0°36′S 101°24′E / -0.6, 101.4 | 34 km    |